# Дунху (Ухань)
Дунху (кит.: 东湖; піньїнь: Dōng Hú, Східне озеро) — озеро на березі річки Янцзи, у східному передмісті Учана — колись самостійного міста, а нині частини Ухані.

## Опис
Це найбільше озеро Китаю в межах міста. Дунху більш ніж в 5 разів більше озера Сіху в Ханчжоу. Площа водної поверхні становить близько 33 км², площа пейзажного району Дунху — майже 82 км², що становить близько 25 % території міста. Озеро порівняно неглибоке, максимальна його глибина — всього 4,66 м, а середня — 2,48 м.
1957 році озера було від'єднано від річки Янцзи. Щоденно скидалися 180 тис. тонн скидання побутових та промислових стічних вод. У 1982 році Дунху було включено в список важливих природних ландшафтів Китаю. У 1999 році отримало статус зразкової туристичної зони країни, у 2000 році присвоєно категорія державного значення АААА, в 2002 році — екологічний сертифікат ISO 14001.
Озеро упорядковано, всюди безліч парків з атракціонами, просто мальовничих місць. Дунху перетинають греблі, з яких відкриваються красиві види на озеро й на околиці — хмарочоси Ухані і порослі лісом пагорби. За ним прокладені автомобільні та пішохідні дороги. Озеро Дунху є зоною активного відпочинку. Тут є канатні дороги, можна ходити на яхтах, здійснювати різноманітні велопрогулянки, а взимку — кататися на ковзанах. Озеро Дунху було одним з улюблених місць проживання голови КНР Мао Цзедуна — зберігся його будинок.
Найкращий час для відвідування — це березень-квітень і вересень-жовтень. У липні і серпні температура може досягати 40 °C, навіть самі китайці вважають це занадто спекотним. А взимку, з кінця листопада по кінець січня можуть траплятися морози. З кінця вересня до середини жовтня тут проводиться Уханьський міжнародний туристичний фестиваль, а в лютому-березні — Фестиваль цвітіння сливи.

## Пейзажні зони
Звивисті береги, численні водойми і струмки навколо дали Дунху поетичне прізвисько «озеро 99 заток». Кожна з заток є особливою пейзажною зоною. Всього виділяють шість головних пейзажних зон озера: Тінтал (听涛, «Слухати хвилі»); гора Мошань (磨山); Лоян (落雁, «Гусак, що присів»); Байма (白马, «Білий кінь»); Чуйді (吹笛, «Гра на сопілці»); гори Лохун (珞洪). Найвідомішими є Тінтал й гори Мошань.
Відмінною рисою Тінтал є секвої, які особливо гарні пізньої осені. Там знаходяться споруди в класичному стилі — «Вежа Уваги хвилям», а поруч з нею — «Земля води і хмар», в якій зараз розташовується чайна. Неподалік — ресторан, в якому подають, серед усього іншого, страви з місцевої риби: озеро Дунху славиться своєю рибою. На північ від ресторану — Павільйон поезії, побудований в пам'ять про знаменитого чуського поета-патріота Цюй Юаня. Тут зібрано експозицію, присвячену поету. Трохи далі розташовується перший в Китаї парк скульптур.
Мошань — це горбистий район протяжністю близько 2,2 км із заходу на схід і 500 м з півночі на південь. Він нараховує 6 піків, головний з яких своєю формою нагадує гриб. Максимальна висота — 118 м. Гора приваблює своїми красивими пейзажами, реконструкціями будівель царства Чу і ханським селом, унікальними садами.
У Ботанічному саду зібрано понад 4000 видів рослин, які згруповані в 16 садів. Рослини підібрані так, щоб цвітіння тривало цілий рік. Так, навесні тут цвітуть орхідеї і вишні; влітку — лотоси; восени — османтуси; взимку — сливи. Найзнаменитішим є сад сакури. Останній є одним з трьох світових центрів, поряд з Хіросакі в Японії і Вашингтоном в США.
Пейзажна зона Лоян славиться своїми безтурботними ландшафтами. У Байма розташовані могили білих коней. На пагорбі Лохун і навколо нього розкинувся Уханьський університет. Крім нього в пейзажної зоні озера розташовані інші вузи Китаю: науково-технологічний університет і педагогічний університет.
Зона Чжу Чжень названа на честь шостого сина першого імператора династії Мін Чжу Юаньчжана. В околицях Дунху також розташовуються Пташиний парк з більш 200 видами птахів, Океанаріум Східного озера, найбільший піщаний пляж внутрішнього Китаю, парк Дружби, де ростуть дерева, висаджені делегаціями з інших міст та місцевими жителями.